# Northeast Arm (Sheet Harbour)
Northeast Arm – zatoka (arm) zatoki Sheet Harbour w kanadyjskiej prowincji Nowa Szkocja, w hrabstwie Halifax; nazwa urzędowo zatwierdzona 5 marca 1953.